# Metopina recurvata
Metopina recurvata är en tvåvingeart som beskrevs av Borgmeier 1969. Metopina recurvata ingår i släktet Metopina och familjen puckelflugor. Inga underarter finns listade i Catalogue of Life.